# Walter Melzer
Walther Erhard Melzer, auch Walter Melzer, (* 7. Oktober 1894 in Leipzig; † 23. Juni 1961 in Bremen) war ein deutscher General der Infanterie der Wehrmacht im Zweiten Weltkrieg.

## Leben
Während des Ersten Weltkriegs kämpfte Melzer als Leutnant der Reserve im Infanterie-Regiment „König Georg“ Nr. 106 der Sächsischen Armee. Für seine Leistungen als Zugführer während der Kämpfe an der Ostfront wurde Melzer am 10. November 1915 mit dem Ritterkreuz des Militär-St.-Heinrichs-Ordens beliehen. Nach Kriegsende folgte seine Übernahme in die Reichswehr.
Zu Beginn des Zweiten Weltkriegs war er als Oberstleutnant Kommandeur des Infanterie-Regiments 151 bei der 61. Infanterie-Division und nahm am Überfall auf Polen teil. Es folgten weitere Kommandierungen, aber auch Versetzungen in die Führerreserve. Im Dezember 1942 war er kurzzeitig Kommandeur der 332. Infanterie-Division. Oberst Melzer, ab Februar 1943 Generalmajor und ab Ende 1943 Generalleutnant, befehligte von Januar 1943 bis 9. Oktober 1944 die 252. Infanterie-Division am mittleren Abschnitt der Ostfront. Mit der Division war er in der Operation Bagration eingebunden. Am 12. Oktober 1944 übernahm er die Führung des XXIII. Armeekorps, das im Rahmen der 2. Armee zum Jahresende im Raum Pultusk verteidigte und durch Westpreußen an die Ostsee zurückgehend, bis April 1945 im Raum Danzig zerschlagen wurde. Das Korps hatte vorher unter Melzers Führung an der Ostpreußischen Operation teilgenommen. Anfang 1945 wurde Melzer zum General der Infanterie befördert.
Melzer ist auf dem Riensberger Friedhof in Bremen bestattet worden (Grablage D 0259).

## Auszeichnungen (Auswahl)
- Eisernes Kreuz (1914) II. und I. Klasse[5]
- Ritterkreuz II. Klasse des Albrechts-Ordens mit Schwertern[5]
- Verwundetenabzeichen (1918) in Schwarz[5]
- Spange zum Eisernen Kreuz II. und I. Klasse
- Ritterkreuz des Eisernen Kreuzes mit Eichenlaub[6]
  - Ritterkreuz am 21. August 1941
  - Eichenlaub am 23. August 1944 (558. Verleihung)
- Deutsches Kreuz in Gold am 11. Februar 1943[6]

## Werke (Auswahl)
- Albert-Kanal und Eben-Emael, Scharnhorst Buchkameradschaft, Heidelberg 1957.
- Geschichte der 252. Infanterie-Division, 1939–1945. Podzun Verlag, Bad Nauheim, 1960.
- Kampf um die Baltischen Inseln, 1917, 1941, 1944 : eine Studie zur triphibischen Kampfführung. Neckargemünd, 1960.